# Galó (unitat)

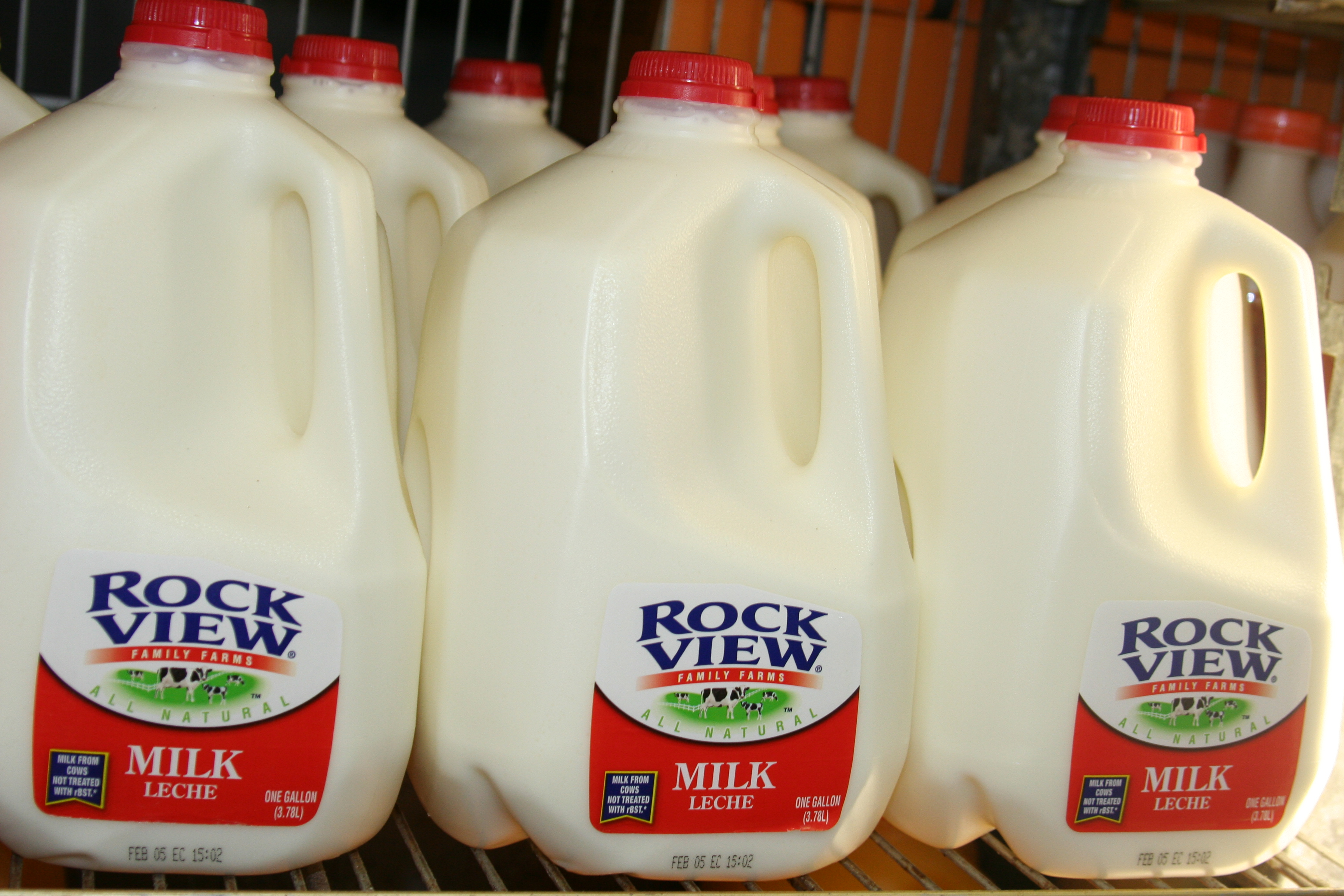
Filera amb galons de llet.

Mesura de la gasolina per:
Litre
Galó dels Estats Units
Galó imperial
Sense informació

El galó, símbol gal, és una unitat de volum que s'utilitza en els països anglòfons, i sobretot als Estats Units, per a mesurar volums de líquids. A la Gran Bretanya i als països de la Commonwealth equival a un poc més de 4,546 09 l, mentre que als Estats Units i països sota la seva influència, equival a només 3,785 412 l. El galó és àmpliament utilitzat per mesurar combustibles, especialment en els EUA, on el preu de la gasolina es publica per galó.
El fet que n'hi hagi dos valors diferents té l'origen en el fet que, antigament, el volum d'un galó depenia del que s'estava mesurant, i on. Al segle xix encara n'existien dues definicions d'ús comú: el galó de vi (wine gallon), i el galó de cervesa britànic (ale gallon). Actualment, és als Estats Units on és més emprat. Els combustibles líquids es venen i es mesuren principalment en galons, tant a les benzineres com en l'àmbit de la indústria del transport. En alguns productes comercials, com ara els sucs, les ampolles d'aigua i altres líquids, encara es poden trobar envasats en galons. En sectors com l'alimentació o la neteja, certs líquids, com ara productes químics, detergents i altres materials líquids, es venen en contenidors amb capacitat en galons. En agricultura, la mesura en galons és comuna per a líquids com adobs líquids, pesticides i també en la mesura d'aigua utilitzada per al reg o per a ús en bestiar.

## Etimologia
El terme «galó» prové de l'antic normand galon, i en francès antic tenia la forma jalon, mentre que en baix llatí la forma era galo, -ōnis. Es considera que està relacionat amb el mot francès modern jale, que significa escudella, si bé el seu origen últim és incert. Alguns autors l’han vinculat, sense gaire fonament, al mot grec γαυλός (gaulós), que significa gerra o recipient per a la llet.

## Galó imperial o britànic

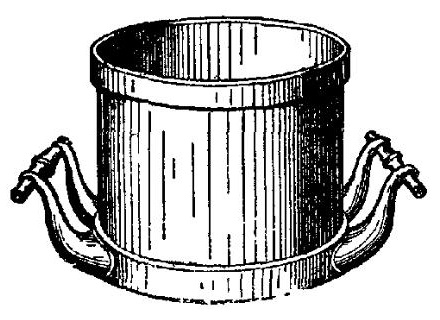
Dibuix del galó imperial del 1824 segons l'Enciclopèdia Britànica (1911).

Durant l’edat mitjana, el galó no tenia una capacitat fixa. Era una unitat variable que depenia del tipus de líquid que es mesurava, com ara vi, cervesa o altres líquids. Aquestes variacions es basaven en les mesures tradicionals utilitzades pels mercaders i les tavernes de l’època. A finals del segle xiv i principis del segle xv, es començà a adoptar un galó de vi (en anglès wine gallon), amb una capacitat d’aproximadament 230,91 polzades cúbiques (uns 3,785 litres). El motiu principal per establir el galó en 231 polzades cúbiques fou que aquesta era la capacitat d'un cilindre de 7 polzades de diàmetre (radi {\displaystyle r} de 3 ½″) i 6 polzades de profunditat {\displaystyle h}. Sempre s'ha considerat desitjable que les unitats de mesura del mercat siguin de dimensions fàcils de recordar i mesurables amb una regla d’un peu. El volum del cilindre del galó era:
{\displaystyle V=\pi r^{2}h=3,1416\left({\frac {7''}{2}}\right)^{2}6''=230,9076\,{\text{polzades cúbiques}}}
L'any 1493, durant el regnat d'Enric VII d'Anglaterra, es promulgà una llei que especificava les capacitats que havien de tenir certs recipients, com ara els barrils de vi, oli i mel. Això establí una certa uniformitat en les capacitats i marcà un dels primers passos cap a una estandardització en les unitats de capacitat per a certs productes. Aquesta unitat de volum perdurà i arribà a les colònies angleses.
Durant el regnat d'Elisabet I d'Anglaterra (1558-1603) es dugueren a terme canvis significatius en les unitats de mesura i pes. Es restaurà l'anomenat galó de gra (corn gallon) a la seva mida anterior de 268,8 polzades cúbiques, mentre que el galó de vi es mantingué en 231 polzades cúbiques. L'anterior magnitud del galó de gra, 282 polzades cúbiques, es convertí en la mida del nou galó de cervesa, que es feia servir per mesurar aquesta beguda. L'ús de tres galons diferents—de 231, 268,8 i 282 polzades cúbiques de capacitat—certament vulnerava el principi d'“un pes, una mesura”, teòricament garantit per la Carta Magna.

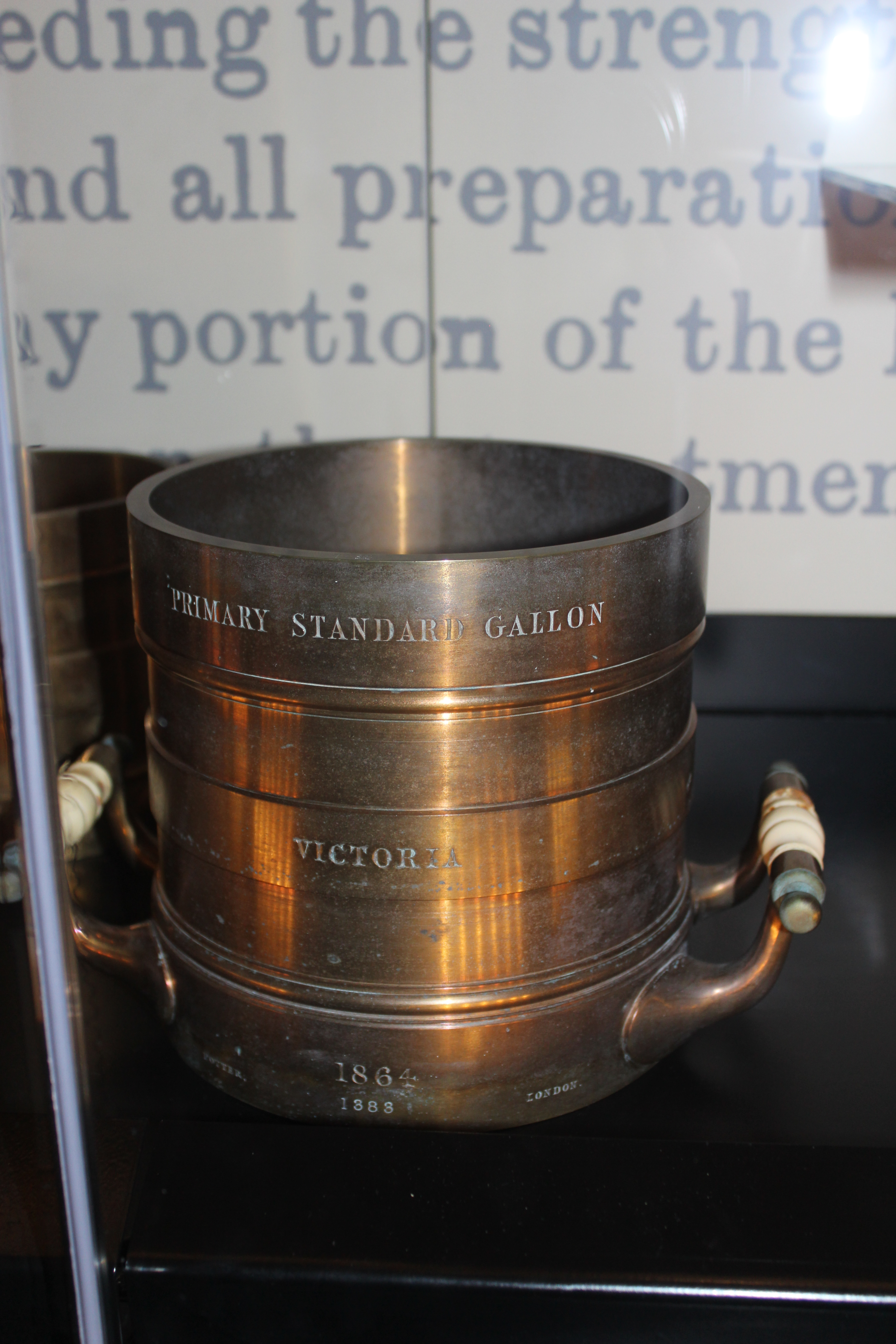
Estàndard de galó de la colònia de Victòria, actualment Austràlia.

Tanmateix, una de les reformes importants que es dugueren a terme sota el govern d'Elisabet I durant la dècada de 1590, fou l’estandardització general de les mesures de capacitat, pes i longitud per al seu regne. Tot i que hi hagué complicacions, també prevalgué una major claredat, i s'establiren estàndards per a facilitar la comprovació de les mesures de treball sospitoses de tenir deficiències.
El galó imperial britànic s'introduí i definí formalment l'any 1824 amb l'Acta de Mesures Imperials (Imperial Weights and Measures Act) a partir del galó de cervesa. Aquest galó estava basat en el volum de 10 lliures d'aigua destil·lada pesat en l'aire, amb una pressió baromètrica de 30 polzades de mercuri (1 016 mbar o 101,6 kPa) i a una temperatura de 62 °F (16,67 °C), d'on resulten 277,419 45 polzades cúbiques (1 polzada cúbica = 16,387 064 cm³), aproximadament 4,546 09 litres. L'objectiu era unificar les mesures al Regne Unit i fer-les consistents en tot el comerç de la Commonwealth britànica.
Un galó imperial o britànic equival a:
- 4,546 090 282 litres (arrodonit a 4,5461 litres).
- 0,028 571 428 571 barrils britànics.
- 2 pottle.[7]
- 4 quarts britànics.[7]
- 8 pintes britàniques.[7]
- 16 tasses.
- 32 gills britànics.
- 160 unces líquides britàniques.[7]

El galó s'eliminà de la llista d'unitats de mesura primàries legalment definides catalogades en la Directiva 80/181/CEE de la Unió Europea. Per a finalitats comercials i oficials, amb efecte a partir del 31 de desembre de 1994. Un dels efectes d'aquesta directiva fou que el Regne Unit modificà la seva pròpia legislació per a substituir el galó pel litre com a unitat primària de mesura en el comerç i en la gestió dels assumptes públics, amb efecte a partir del 30 de setembre de 1995. No obstant això, al Regne Unit i Irlanda, els barrils i els grans contenidors de cervesa, oli i altres líquids solen tenir múltiples de galó imperial. Irlanda també aprovà la seva legislació en resposta a la directiva de la UE, amb data d'entrada en vigor el 31 de desembre de 1993. Encara que el galó ha deixat de ser una unitat primària de comerç, encara pot utilitzar-se legalment tant al Regne Unit com a Irlanda com unitat suplementària.
En 2021, el galó imperial es continua usant com a unitat estàndard de gasolina en quatre territoris britànics d'ultramar (Anguilla, les Illes Verges Britàniques, les Illes Caiman i Montserrat) i sis països (Antigua i Barbuda, Dominica, Grenada, Sant Kitts i Nevis, Saint Lucia i Saint Vincent i les Grenadines).

## Galó nord-americà
El galó dels Estats Units té un origen diferent del galó imperial. Es basa en l’antiga unitat de mesura per al vi adoptada a Anglaterra durant l'edat mitjana, coneguda com a wine gallon ‘galó de vi’, que es fixà en 1707, durant el regnat de la reina Anna, però s'abolí el 1824 quan el nou galó imperial, que contenia 10 lliures d'aigua, es convertí en l'estàndard. El galó americà es definí el 1832 per part del Departament del Tresor com a 231 polzades cúbiques (aproximadament 3,785 41 litres) i és la mesura que es continua utilitzant avui en dia als Estats Units per a líquids. Així, 10 galons nord-americans equivalen a 8,326 741 846 galons imperials. El galó imperial és aproximadament un 20% més gran que el nord-americà.
En l'àmbit de les mesures seques (com cereals o gra), els Estats Units fan servir un altre galó, anomenat galó sec (galó de gra, corn gallon), que equival a 268,8 polzades cúbiques, o aproximadament 4,404 88 litres. Tanmateix, l’ús del galó sec és molt menys comú en la pràctica diària.
Als Estats Units, un galó equival a:

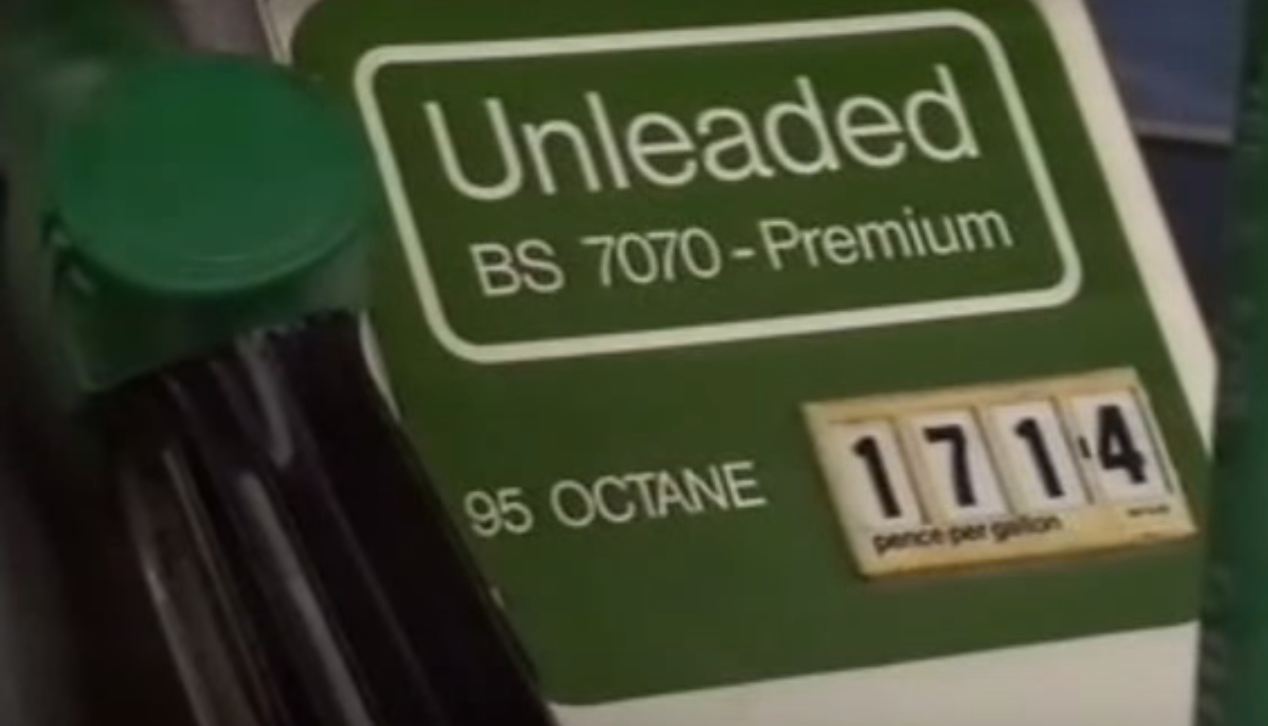
Sortidor de gasolina sense plom on el volum s'expressa en gallons imperials (cap al 1989).

- Sortidor de gasolina sense plom on el volum s'expressa en gallons imperials (cap al 1989).3,785 411 784 litres (arrodonit a 3,7854 litres)
- 0,023 809 524 barrils nord-americans
- 4 quarts nord-americans
- 8 pintes nord-americanes
- 16 tasses nord-americanes
- 32 gills nord-americans
- 128 unces líquides nord-americans

A més dels Estats Units, la gasolina se subministra per galons a Belize, Colòmbia, República Dominicana, l'Equador, Guatemala, Haití i el Perú, així com a les Illes Marshall, els Estats Federats de Micronèsia i Palau, associats als Estats Units. A Libèria, antic protectorat dels Estats Units, també ocorre així. Malgrat la seva condició de país associat estatunidenc, Puerto Rico deixà de comercialitzar gasolina en galons estatunidencs el 1980. Les illes Mariannes Septentrionals, Guam, i les Illes Verges Nord-americanes,  també deixaren ja de comercialitzar gasolina en galons estatunidencs. A les Illes Turks i Caicos s'utilitzen tant el galó estatunidenc com el galó imperial. Bahames també fa servir tant el galó estatunidenc com el galó imperial.

## Diferències entre imperial i internacional
Tots dos galons equivalen a 8 pintes, encara que als Estats Units una pinta equival a 16 unces fluides (fluid ounce), mentre que la pinta imperial equival a 20 unces fluides. Així, el galó nord-americà equival a 128 unces fluides, mentre que el galó imperial equival a 160. Això vol dir que l'unça fluida nord-americana fa 1,8047 polzades cúbiques, i la imperial fa 1,7339 polzades cúbiques. Així, l'unça fluida nord-americana és major que la imperial, encara que el galó nord-americà és menor.